# José María Arizmendiarrieta Madariaga
José María Arizmendiarrieta Madariaga   (Markina-Xemein, 22 d'abril de 1915 - Arrasate, 29 de novembre de 1976) va ser un sacerdot catòlic basc, ideòleg del moviment cooperatiu basc i promotor de la Corporació Mondragon, un grup de cooperatives originari del País Basc que s'ha estès per tot el món. L'Església catòlica va obrir el seu procés de canonització en 2009 i en 2015 el papa Francesc li va declarar Venerable.
Arizmendiarrieta era seminarista a Vitòria quan va començar la guerra civil espanyola. Es va allistar com a soldat al Eusko Gudarostea i el van destinar a la redacció del nou diari Eguna, on va romandre fins a l'entrada de les tropes franquistes a Bilbao. Va ser detingut pels franquistes, i novament mobilitzat amb destinació al Govern Militar de Burgos fins a acabar la guerra. Després de la finalització dels estudis i la seva ordenació sacerdotal, va ser destinat en 1941 com a coadjutor de la parròquia a l'industrial poble de Mondragón, situat a la vall guipuscoana de l'Alt Degui, on va romandre fins a la seva mort. Sacerdot pragmàtic i treballador, amb sentit de la justícia social i la dignitat humana, va promoure entitats i empreses prioritzant el benestar dels treballadors en el que va anomenar l'experiència cooperativa de Mondragón. Milers de persones visiten anualment Mondragón, per a analitzar el model cooperatiu autogestionat de Arizmendiarrrieta de creació i manteniment de l'ocupació.

## Biografia

### Infància i joventut: 1915-1931
José María Arizmendiarrieta, va néixer el 22 d'abril de 1915 at Iturbe, enclavat a Barinaga, en el municipi biscaí de Marquina-Jemein. Els seus pares van ser José Luis i Tomasa. El pare va tenir fama d'home de pau entre els seus conveïns. Era habitual de les fires i confraries. La mare era una mestressa de casa que va portar el pes i l'estil de l'educació dels seus fills, i també l'administració del caseriu.
José María era el fill major de quatre germans, els altres tres eren María, Francisco i Jesús. Quan tenia tres anys va caure davant de casa seva, patint un fort traumatisme cranial, i el van dur al metge de Marquina, però va perdreu l'ull esquerre, que li van reemplaçar per un d'artificial. A quatre anys va començar a anar a escola rural annexa a la parròquia, que costejaven els veïns del barri. Les seqüeles de l'accident van influir en el temperament futur de José María, així com en la sobreprotecció que la seva mare li va dedicar des de llavors.
Donada la seva invalidesa visual i la seva educació familiar, en comptes de jugar i fer entremaliadures com altres nens, era de caràcter poc expansiu, tímid, tranquil, i observador. José María era una criatura intel·ligent poca dotada per a la força física. D'aquesta forma, el nen va anar adoptant un caràcter auster, modest i pràctic, pròxim a la seva pragmàtica mare, qui malgrat ser analfabeta apreciava la seva inclinació per les lletres i la literatura, i li va encoratjar en complir els dotze anys per a acudir al Seminari Menor de Castillo Elejabeitia. Allí es va posar les ulleres que ocultaven la seva minusvalidesa, i es va afermar la seva vocació sacerdotal. En el seminari va descobrir un món nou, però va continuar sent fidel al seu origen, a la terra pagesa en la qual havia crescut i on va aprendre de la seva mare el valor del treball pràctic com a element de subsistència en un caseriu modest. Provinent d'un entorn monolingüe del seu idioma basc en tots els àmbits socials, en el seminari va estudiar cultura general en castellà i llatí. Quatre anys més tard, es va incorporar al recentment inaugurat Seminari Diocesà de Vitòria.

### Seminari de Vitòria: 1931-1936
Arizmendiarrieta va estar en el Seminari en temps de la Segona República espanyola, justament quan van ressorgir els temes socials. Els seminaristes, a més de cursar Filosofia i Teologia, estudiaven l'encíclica social Quadragessimo Anno de Pius XI. En conseqüència, va aprofundir en l'espiritualitat del Moviment Sacerdotal de Vitòria, tenint com a especials mestres a Joaquín Goikoetxeandia i Juan Thalamas. Concedia una gran importància a valors com l'austeritat corporal, la puntualitat, el silenci, la laboriositat, la higiene i la presentació, tant la física com la dels materials didàctics. En el Seminari hi havia dos grups, un era el dels més joves i irreflexius, que jugaven a futbol i a la pilota, i un altre de madurs, seriosos i responsables que passejaven pensant en els problemes del món, sobre pau i guerra, o qüestions socials com la fam i les missions. Arizmendiarrieta pertanyia a aquest grup. Un dels capellans més influents va ser Manuel Lekuona, professor de llengües i art. Defensava que treballar pel cultiu de la llengua basca era un deure urgent dels sacerdots diocesans, per a ensenyar la catequesi en la llengua vernacla. De fet, en 1933 diversos alumnes de 2n de Filosofia van decidir fundar el “Tercer nivell de la Societat Kardaberaz” (Kardaberaz Bazkunaren hirugarren maila), i li van dotar del lema “Sempre avanci” (Aurrera beti). Tots van acordar que el més indicat per a redactar els seus estatuts era Arizmendiarrieta, qui va elaborar també el seu manifest fundacional, en el qual associava el treball de la societat amb l'ideari renaixentista. Així mateix, va ser nomenat subdirector de la societat, és a dir, el responsable de facto, perquè el director, Lekuona, realitzava una labor de mera supervisió. Celebraven una mitjana de tres reunions per mes, a les quals s'afegien les juntes ordinàries i extraordinàries.
Tant Lekuona com José Miguel Barandiarán van traslladar als seminaristes el valor de l'observació crítica, sent poc inclinats al mer estudi. I és que el romanticisme monàstic del Seminari enclaustrava la vocació sacerdotal, i segons Arizmendiarrieta, “de tant parlar de les temptacions del món, quedaven absents i desconeixedors de les autèntiques temptacions: el poder i la comoditat.”

### Guerra Civil i ordenació sacerdotal: 1936-1941

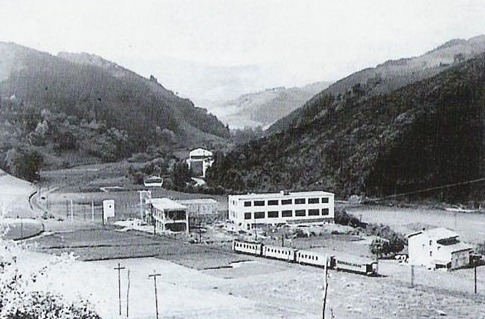
Primera cooperativa industrial ULGOR, en 1956.

Al començament de la guerra civil el juliol de 1936, Arizmendiarrieta es trobava a la casa familiar de Barinaga gaudint de les seves vacances anuals del Seminari, i allí va romandre fins que va ser mobilitzat pel nou Govern Basc de José Antonio Aguirre. Però el tribunal mèdic militar va certificar la seva incapacitat per al servei actiu d'armes, i li va destinar a cossos auxiliars, en concret a la redacció del periòdic Eguna (El dia), on cobrava un sou mensual com a soldat. El periòdic en basc havia estat creat el gener de 1937 pel nou govern per a comunicar-se amb la població, i molt especialment amb els soldats del front. Era membre de l'Associació de Premsa de Bilbao, i al maig i juny també va escriure en el periòdic bilingüe Gudari (Soldat), destinat directament als batallons de milicians bascos. En els seus articles es mantenia l'ideari antifeixista, nacionalista i cristià-demòcrata de Eguna. Amb Arizmendiarrieta treballaven diversos companys del grup “Sempre avanci” del seminari de Vitòria, com Eusebio Erkiaga i Alejandro Mendizabal. El tractament de la informació buscava la defensa de la pàtria basca i dels seus components més importants: la llengua i la religió. Tot això des d'una orientació política cristiàna-demòcrata, amb insistents referències a la justícia social.
El juny de 1937, les tropes revoltades van envair Bilbao, i Arizmendiarrieta va intentar fugir a França. Però temorós que prenguessin represàlies contra la seva família, va tornar a Barinaga i posteriorment va ser detingut a causa d'una denúncia. Va estar un mes en la presó acusat d'escriure en Eguna i Gudari, i després d'un consell de guerra sumaríssim contra 17 detinguts, solament 4 es van salvar de ser afusellats, entre ells Arizmendiarrieta, que va declarar ser soldat i no periodista. Finalment, el van deixar en llibertat sense càrrecs, i va ser mobilitzat per l'exèrcit franquista, sent destinat al regiment d'artilleria de Burgos. Va aconseguir permís per a continuar estudiant Teologia en el seminari d'aquesta ciutat, aprovant i aconseguint passar a un nou curs. A la fi d'any es va habilitar el seminari de Vergara, i allí es va traslladar Arizmendiarrieta a prosseguir els seus estudis sacerdotals.
Al setembre de 1939 va tornar de nou al Seminari de Vitòria, sota la tutela del professor Rufino Aldabalde, que havia creat uns grups de treball on considerava que, després de la convulsió de la guerra civil, la qüestió social era la tasca que havien d'afrontar les noves generacions de sacerdots. Les etapes de “Kardaberaz” i del treball en Eguna havien finalitzat, i al desembre Arizmendiarrieta va ser nomenat per Aldabalde director del full parroquial, que portava per nom Pax. Al març de 1940 la fulla canvia el nom a Surge, i es crea el Moviment Sacerdotal de Vitòria, on l'apostolat social, especialment el de la joventut i l'obrer, van ser els dos àmbits de treball en què va participar Arizmendiarrieta en aquests mesos previs a la seva ordenació.
L'1 de gener de 1941 va celebrar la seva primera missa a l'església de Sant Pere de Barinaga en presència dels seus pares i familiars. En la cerimònia es va cantar la missa de Perosi, i també el Nun duzu amandrea, del seu admirat president de Euskaltzaindia (Reial Acadèmia de la Llengua Basca) Resurrecció María de Azkue. Després de la qual cosa, i encara que ell pretenia marxar a la universitat belga de Lovaina a estudiar Sociologia, va ser destinat com a coadjutor auxiliar a Mondragón, que sofria inusuals nivells de desocupació i tensions socials com a seqüeles de la guerra civil.

### Destinat a Mondragón: 1941-1954

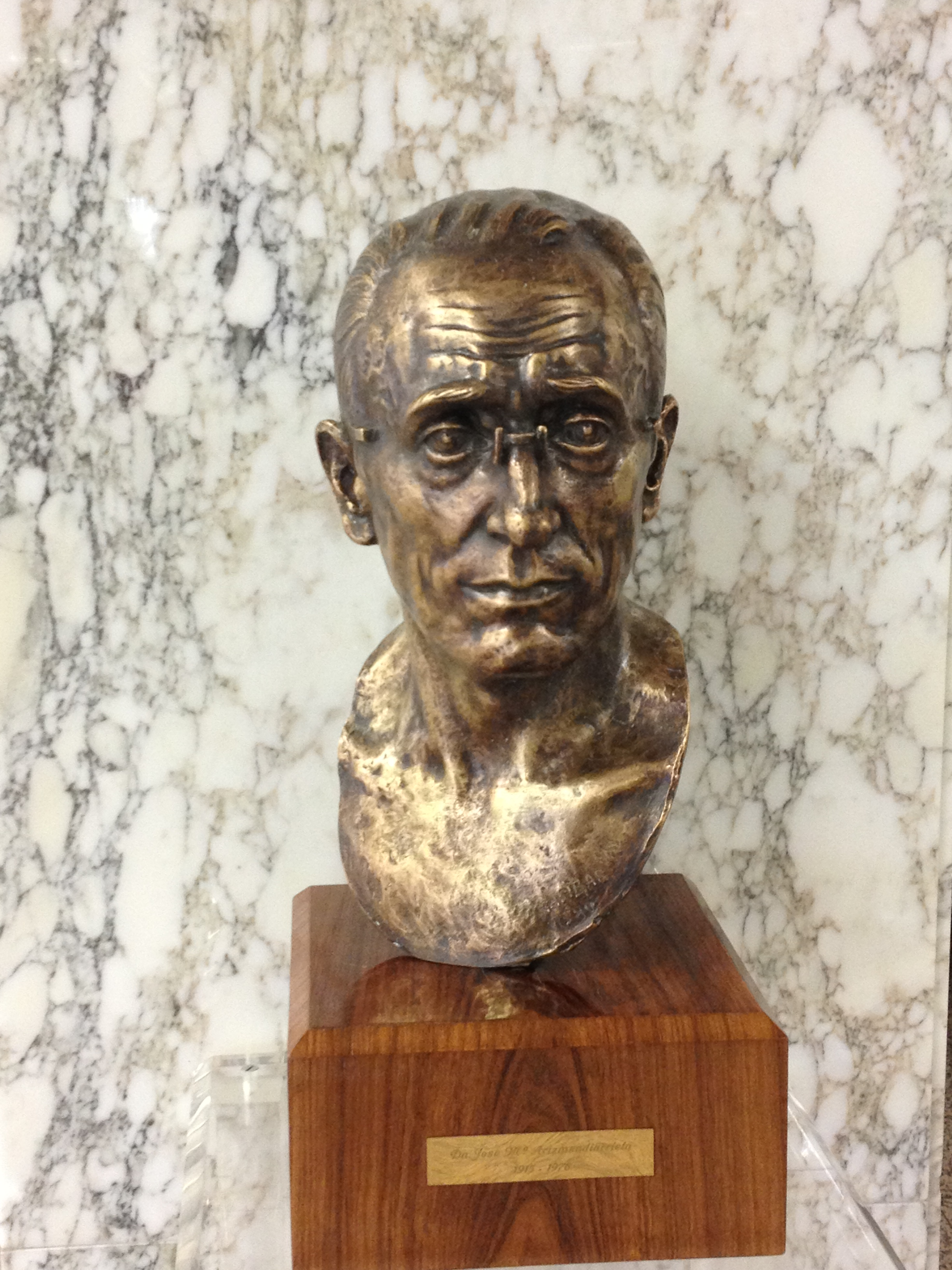
El bust d'Arizmendiarrieta a la seu de Laboral Kutxa.

Al febrer de 1941 es va traslladar del seu Barinaga natal al deprimit poble de Mondragón de la postguerra. Allí, des de l'edat mitjana es treballava el ferro. I a principis del segle xx  comptava amb una eficient activitat industrial, dedicant-se les empreses a la producció de laminatges, perfils i xapa, caragols, serralleria, ferreteria, mobles metàl·lics, fosa mal·leable, aparells d'ús domèstic, accessoris de canonada de ferro, i mobiliari d'oficina. A l'arribada d'Arizmendiarrieta aquestes empreses donaven feina a 1500 obrers, d'una població de 8800 habitants.
L'empresa més important era la Unió Manyana amb 800 empleats. Cotitzava en borsa i disposava per als seus empleats d'un economat i la seva pròpia escola d'aprenentes, on Arizmendiarrieta va començar a impartir una hora setmanal de classe de formació social, com consiliari de la parròquia Sant Joan Baptista. Aquest tracte amb els joves aprenents el va portar a dinamitzar l'Acció Catòlica com a centre d'oci social, cultural i religiós. A més, va crear en 1942 noves seccions com la Joventut Esportiva, l'Acadèmia de Sociologia, i la revista Al·leluia destinada als reclutes que marxaven fora. Però Arizmendiarrieta volia socialitzar el saber, i ampliar la possibilitat de formació a tots els fills dels treballadors. Va visitar l'escola professional que havia obert a Vitòria Pedro Anitua, i va decidir fer el mateix, creant en 1943 en precàries condicions una escola professional, a nom d'Acció Catòlica. Era una escola privada, no cooperativa, governada al principi per un patronat amb representants dels empresaris, dels obrers i de l'Ajuntament. El primer any van començar vint joves, que durant els onze mesos del curs tenien un treball remunerat de quatre hores al matí en les empreses, i a la tarda acudien a classe durant sis hores.
En 1945 a iniciativa d'Arizmendiarrieta i per mitjà de Joventut Esportiva, es va construir l'estadi d'Iturripe, finançat amb aportacions empresarials i de la comunitat local a través de quinieles, rifes, passis per a espectacles, etcètera. A més de la tasca d'institucionalitzar les obres socials, ell mateix va redactar els seus estatuts, convertint-la en una societat esportiva municipal dotada d'una Junta Delegada que incloïa a les principals autoritats públiques, eclesiàstiques i econòmiques de Mondragón.
L'any 1946 Arizmendiarrieta va propiciar un salt qualitatiu important en la formació, en seleccionar als millors onze joves que havien acabat els seus estudis de Mestratge Industrial, per a cursar per lliure els estudis superiors d'Enginyeria Industrial a Saragossa. De dia treballaven 55 hores setmanals en la Unión Cerrajera i de nit estudiaven guiats per professors de l'Escola Professional. S'examinaven al juliol de manera presencial, i tots van aprovar els cinc cursos, i entre ells estaven els cinc promotors de la qual en 1956 va ser la primera cooperativa, ULGOR. D'altra banda, el mateix any i seguint amb el seu pensament de «teologia de la realitat», va aconseguir crear un dispensari antituberculós en el petit Centre de Salut de Mondragón.
L'any 1947 i els següents van ser socialment convulsos, amb reclamacions salarials dels obrers en diverses empreses, amb el suport i la participació de Arizmendiarrieta en l'elaboració dels escrits, com a treballs d'apostolat social. Tot això mantenint la seva bona relació amb els empresaris, que li van donar suport en la creació de la fundació Lliga d'Educació i Cultura per a la promoció del bé comú. Però amb el temps es van produir enfrontaments entre la paternalista direcció de la Unión Cerrajera i els estudiants d'Enginyeria.
En 1952 es va inaugurar la nova Escola Professional de Zaldispe promoguda per Arizmendiarrieta. Ell estava entre el públic mentre el ministre d'Educació, el governador civil, el bisbe, el president de la Diputació i altres autoritats estaven en la tribuna. En el mateix acte, la primera promoció d'enginyers industrials va rebre els seus títols de mans del ministre Joaquín Ruiz-Giménez. Dins dels seus projectes socials, l'agost de 1953 es va col·locar la primera pedra del nou complex d'habitatges per als treballadors en Makatzena, després de crear l'entitat constructora benèfica Associació Mondragonesa de la Llar. Arizmendiarrieta portava la seva ideologia obrera a la pràctica a través d'una vida austera: sense sous, viatjant amb tren amb bitllet de tercera o en automòbils d'amics, i desplaçant-se per Mondragón amb la seva modesta bicicleta, com ho feia la classe obrera.

### Malaltia i mort: 1963-1976
En 1963 va començar a patir petits col·lapses, fruit segurament de la seva intensa activitat en els anys anteriors: vida sacerdotal, classes, xerrades, conferències, reunions, visites a centres de treball, atenció a persones en el seu despatx de l'Escola, viatges als ministeris i entitats oficials, viatges a l'estranger, i la seva empedreïda dedicació a la formació a través de nombroses lectures. No es va reposar íntegrament, i el febrer de 1967 va sofrir una embòlia cardíaca, per la qual va ser operat a Madrid, on li van posar una pròtesi artificial en el seu cor. 
El gener de 1973 va ser hospitalitzat per problemes de cor a Bilbao, on li van imposar un estricte règim de recuperació, després del qual va tornar amb feble a Mondragón. Com que no millorava, al febrer de 1974 va haver de tornar a l'hospital a operar-se de nou, atès que la vàlvula artificial col·locada anteriorment es va anar desnaturalitzant amb el temps i requeria substitució. La complexa operació va finalitzar bé, però els dies successius Arizmendiarrieta patia perquè no es cicatritzaven les ferides infectades, era l'anomenat «mal del quiròfan». A l'abril li van donar l'alta per a tornar a Mondragón, on li curaven les ferides diàriament. Només la seva ascètica sacerdotal explica el silenci amb què va viure el patiment físic que li va acompanyar a partir d'aquesta última operació. Les cures i medicacions, especialment els antibiòtics, constituïen un dolorós martiri que va portar amb resignació, mentre que, fins i tot feble, tractava de fer vida normal. Després de diverses hospitalitzacions i altes, a primers de novembre de 1976 va ingressar en el Centre Assistencial de Mondragón, on els metges van decidir no fer-li sofrir més amb noves cures de les seves ferides, fins al dia de la seva mort el 29 de novembre.
El cadàver es va exposar en la parròquia durant dos dies, passant milers de persones a retre-li homenatge. L'1 de desembre es va celebrar el funeral, presidit pel ministre de Treball i oficiat per 60 sacerdots.